# Другов, Алексей Юрьевич
Алексей Юрьевич Другов (12 апреля 1937, Москва) — советский и российский востоковед, специализирующийся на изучении современной истории Индонезии. Доктор политических наук (1999).

## Краткая биография
В 1960 окончил Восточный факультет МГИМО МИД СССР и получил распределение в Комитет молодёжных организаций. Весной 1961 был призван в армию и в звании младшего лейтенанта направлен во Владивосток в качестве переводчика в учебный центр, где обучались индонезийские подводники. Через год направлен в Индонезию, где в течение двух лет являлся переводчиком в штабе старшего группы советских военных специалистов контр-адмирала, позже вице-адмирала Г. К. Чернобая. В разгаре был военный конфликт Индонезии с Нидерландами по поводу Западного Ириана (западная часть острова Новая Гвинея), и Советский Союз помогал молодой республике отстаивать свой суверенитет. Принимал участие во всех переговорах Г. К. Чернобая с высшими индонезийскими военачальниками по этим вопросам.
По возвращении на родину в 1964 был назначен преподавателем Военного института иностранных языков (ныне Военный университет). В конце 1965 перешёл на работу в международный отдел ЦК КПСС, где проработал до августа 1991 в должностях от младшего референта до заместителя заведующего сектором. C 1991 работает в Институте востоковедения РАН (сначала на должности старшего, а позже главного научного сотрудника). С 1994 возглавляет также кафедру индонезийского языка Восточного университета.

## Научная деятельность
В 1972 защитил диссертацию «Политическое развитие Индонезии в 1965—1971 гг.», получив степень кандидата исторических наук. В 1999 защитил диссертацию на соискание степени доктора политических наук «Политическая культура и политический процесс в независимой Индонезии (1945—1998)». Опубликовал более 200 научных работ по современной истории Индонезии, включая монографии, статьи в сборниках, научных журналах и в энциклопедиях. Участник международных конгрессов востоковедов в Будапеште (1997), Москве (2004), Анкаре (2007), всероссийских конгрессов востоковедов в Казани (2012) и Уфе (2015). Член диссертационного совета ИВРАН, член Ученого совета ИВ РАН, член редколлегии сборников «Юго-Восточная Азия: актуальные проблемы развития», член Общества «Нусантара».

Другов А. Ю. (справа) с коллегами на заседании Общества «Нусантара» 30.3.2017

## Награды
- Орден «Знак почета» (за командировку в Индонезию в 1962—1964 гг.)
- Медали «В ознаменование 100-летия со дня рождения В. И. Ленина», «20 лет победы в Великой Отечественной войне», 50 лет, 60 лет и 70 лет Вооруженных сил СССР, «Москва 850», «Ветеран труда».
- Премия «Прима Комексиндо» (1995)

## Основные публикации[5]

### Монографии
- Индонезия в период «направляемой демократии» (совместно с А. Б. Резниковым). М., 1969.
- Индонезия после событий 1965 г. М., 1973 (под псевдонимом А. Ю. Юрьев)
- Индонезия. Закономерности, тенденции, перспективы развития. М., 1997. (совместно с Л. М. Деминым и Г. И. Чуфриным).
- Политическая власть и эволюция политической системы Индонезии (1865—1988). М., 1989.
- Индонезия: политическая культура и политический режим. М., 1997.
- История Индонезии. XX век. (Совместно с В. А. Тюриным). М., 2005.
- Учебное пособие по курсу «Индонезия. Страноведение». М., 2005.
- Индонезия на грани столетий. М., 2011.
- Религия, общество и власть в современной Индонезии. М., 2014.

### Статьи в сборниках
- Индонезия // История стран Азии и Африки в новейшее время. Ч. 2. М., 1979, с. 133—146 (Совместно с Е. И. Гневушевой).
- Индонезия // Всемирная история. Т. 13. М., 1983, с. 371—374.
- Сукарно // Политические портреты борцов за национальную независимость. М., 1983, с. 104—137.
- Идеологическая борьба в странах Юго-Восточной Азии // Национально-освободительное движение и идеологическая борьба. М., 1987, с. 220—248.
- Сукарно как политический лидер // Сукарно политик и личность (К 100-летию со дня рождения первого президента Индонезии). М.: Форум, 2001, с. 19-53.
- Индонезия: от возникновения организованного национального движения до провозглашения независимости //История Востока V. Восток в новейшее время (1914—1945 гг.). М., 2006. Часть II, глава 25, с. 551—574.
- Индонезия в 2005 г.: проблемы и вызовы // Юго-Восточная Азия в 2005 г. Актуальные проблемы развития. М., 2006, c. 121—141.
- Индонезия в 2005 г. Стабилизация в экономике и разногласия в элите // Юго-Восточная Азия в 2006 г. Актуальные проблемы развития. М., 2007, c. 190—212.
- Индонезия и Восточный Тимор // История Востока VI. Восток в новейшее время (1945—2000 гг.). М., 2008. Глава 37, с. 789—810.
- Индонезия в 2008 г. — год перед выборами // Юго-Восточная Азия: Актуальные проблемы развития. Выпуск XXII. М., 2009, c. 100—123.
- Индонезия в 2009 г.: две выборные кампании и их эпилог // Юго-Восточная Азия: актуальные проблемы развития, Вып. XIV. — М.: ИВ РАН, 2010. — С. 79-105 (совместно с Куликовой М. О.).
- Индонезийская элита в период реформ (1998—2009 гг.) // Элиты стран Востока, ИСАА при МГУ им. М. В. Ломоносова, Центр изучения совр. проблем Юго-Восточной Азии и АТР. — М., 2011. — С.161-177.
- Светские истоки этноконфессиональных конфликтов в Индонезии. // Межэтнические и межконфессиональные отношения в Юго-Восточной Азии: история и современность, сборник статей, МГУ им. М. В. Ломоносова, ИСАА. — М., 2011. — С.132-155.
- Индонезия: единство и многообразие в эпоху реформ // Юго-Восточная Азия: Актуальные проблемы развития. Выпуск XXVIII-XXIX. М., 2015, c. 51-76.
- Индонезия в 2015 году // Юго-Восточная Азия: Актуальные проблемы развития. Выпуск XXX—XXXI. М., 2016, c. 30-64.
- Индонезия: реакция на перемены в США // Юго-Восточная Азия: актуальные проблемы развития. Выпуск ХХХIV, М. 2017. С.115-130.
- Индонезия — 2017: религия и общество // Малайско-индонезийские исследования. Выпуск XX. Редакторы-составители В. А. Погадаев, В. В. Сикорский. М.: Общество «Нусантара», Институт востоковедения РАН, 2018, с. 83-105.с.10-20.

### Статьи в научных журналах
- Массовое насилие в Индонезии (социальные, культурные и политические корни) // Восток, 2000, № 6, с 50-59.
- Величие и трагелия «одинокого орла» (К 100-летию со дня рождения Сукарно) // Азия и Африка сегодня, 2002, № 12, с. 24-31.
- Трудные дороги независимой Индонезии. // Восток. Афро-Азиатские общества: история и современность, № 4, 2010. — С. 74-85.
- Индонезийский национализм — испытание демократизацией // Азия и Африка сегодня. № 4, 2014. — С.16-23.
- Индонезия — опыт перестройки // Восток. Афро-азиатские общества: история и современность. № 1, 2014. — С. 66-78.
- Индонезия. 70 лет борьбы, преодоления и развития // Азия и Африка сегодня, 2015, № 7. С. 9-15.
- Индонезийская демократия: экзамен на зрелость // «Восток» № 3, 2016, с.116-126.
- Общество и власть в современной Индонезии // Восток, 2004, № 1, с. 85-95.
- Абдуррахман Вахид — четвёртый президент Индонезии: ислам и демократия совместимы // «Восток» (Oriens) № 4, 2017. С.85-91

### Научный редактор и автор предисловий
- М. М. Бакунин. Тропическая Голландия. Пять лет на острове Ява. М., 2007.
- О. А. Щербатова. В стране вулканов. М., 2009.
- В. М. Арнольди. По островам Малайского архипелага. М., 2014.